# Criterium
Et criterium eller crit er en type cykelløb, der afholdes på en kort rute (normalt mindre end 5 kilometer), ofte på afspærrede strækninger i bymidter.
Løbslængden kan enten være angivet i tid eller et antal omgange. Et criterium varer ofte omkring en time, hvilket er kortere end traditionelle landevejsløb, der kan være mange timer og nogle gange strække sig over flere dage og uger, som et Grand Tour-løb. Gennemsnitshastigheden er dog normalt meget højere. Vinderen er den første rytter, der krydser målstregen uden at være blevet overhalet med en omgang.
Løbene har ofte præmier for at vinde specifikke omgange, for eksempel hver tiende omgang.
At vinde et criterium kræver en blanding af gode tekniske evner – for eksempel at mestre skarpe hjørner – og at kunne køre sikkert med en større gruppe på en lukket rute. Desuden skal man være i god form for at kunne angribe de andre ryttere og gentagende gange kunne accelerere op fra hjørnerne.